# Gerásimo
Gerásimo del Jordán (en Griego Γεράσιμος Ἰορδανίτης, Abba Germásimo, Gerásimos, Santo Padre Justo Gerásimo de Jordania—también deletreado Gerasimos o Gerasim) fue un monje y ermitaño bizantino del siglo V d. C., considerado como santo por las Iglesias Católica y Ortodoxa. Su fiesta se conmemora el 5 de marzo.

## Hagiografía
Nacido en la provincia de Licia en Capadocia, en la parte sur del Asia Menor en el seno de una familia opulenta.
Gerásimo dejó a su familia y se hizo monje. Partió hacia la región de la Tebaida en el desierto egipcio, para volver a su natal Licia. Sobre la mitad del siglo V, San Gerásimo fue a Palestina y se instaló en la orilla del río Jordán. Se hizo íntimo amigo de Juan el Silencioso, Sabas, deTeoctisto y de Atanasio de Jerusalén. Tan numerosos fueron sus discípulos, que el santo fundó una «laura» de sesenta celdas, cerca del Jordán, y un convento para los principiantes.
Se alimentaban ordinariamente de pan, dátiles y agua y dividían el tiempo entre la oración y el trabajo manual. A cada monje se asignaba un trabajo determinado, que debía estar listo el sábado siguiente. Aunque la regla ya era de por sí severa, San Gerásimo la hacía todavía más rigurosa para sí y nunca cesó de hacer penitencia por su caída en la herejía eutiquiana. Según se cuenta, durante la cuaresma, su único alimento era la Sagrada Eucaristía.
El año 451, durante el Concilio de Calcedonia, su nombre sonó en todo el oriente. San Gerásimo  moriría en el 475 (según otros, en el 451).

### Leyenda deSan Gerásimo y el león
Juan Mosco cuenta en El prado la leyenda de San Gerásimo y el león. Según el relato, un día en que el monje paseaba por las orillas del Jordán se le acercó un león herido. Gerásimo examinó su zarpa y le extrajo una aguda espina. El león se quedó desde entonces junto a él y se convirtió en un manso animal. Los monjes le encomendaron a Gerásimo el cuidado de un asno que había en el monasterio que se encargaba de buscar el agua. Un día unos mercaderes árabes robaron el animal y Gerásimo acusó al león de habérselo comido, por lo que le encargó empezar a buscar el agua a él. Tiempo después, los mercaderes volvieron y el león recuperó el asno. Gerásimo reconoció su error y dio al león el nombre de Jordán.
Normalmente, la simbología del león se asocia a San Jerónimo, no a Gerásimo, debido probablemente a la grafía similar de los dos nombres en latín: Geronimus y Gerasimus.